# Connor Metcalfe
Connor Isaac Metcalfe ( Newcastle, 5 november 1999) is een  Australisch voetballer die doorgaans als  middenvelder speelt. Metcalfe komt uit voor Melbourne City FC in de  A-League.

## Clubcarrière
Connor Isaac Metcalfe speelde in de jeugd ook voor Melbourne City FC. Op 14 januari 2018 maakte Metcalfe zijn debuut in de A-League. Tijdens de wedstrijd tegen Central Coast Mariners viel hij in de 85e minuut in.

## Interlandcarrière
Metcalfe maakte deel uit van verschillende Australische nationale jeugdelftallen.